# Anoplodesmus attemsi
Anoplodesmus attemsi är en mångfotingart som beskrevs av Karl Wilhelm Verhoeff 1930. Anoplodesmus attemsi ingår i släktet Anoplodesmus och familjen orangeridubbelfotingar. Inga underarter finns listade i Catalogue of Life.